# Атомски шпијуни
Атомски шпијуни или атомски шпијун били су појединци у Сједињеним Америчким Државама, Уједињеном Краљевству и Канади за које се зна да су Совјетском Савезу током Другог светског рата и раног Хладног рата незаконито давали информације о производњи и раду на нуклеарном оружју. Шта је тачно од информација предато, и да ли су сви људи који су навођени као атомски шпијуни и предали информације, и даље је предмет појединих научних спорова. У неким случајевима, неки од ухапшених осумњичених или владиних сведока дали су снажна сведочења или признања која су касније одбацили или рекли да су измишљена. Њихов рад представља јавно најпознатији и добро документовани случај нуклеарне шпијунаже у историји нуклеарног оружја. Истовремено, бројни нуклеарни научници су желели да поделе информације са светском научном заједницом, али је овај предлог одлучно поништила влада Сједињених Држава. Вреди напоменути да су многи научници који су радили на Пројекту Менхетн били у дубокој моралној дилеми око етичких импликација њиховог рада, а неки су се активно противили употреби нуклеарног оружја.
Атомски шпијуни су били мотивисани низом фактора. Део шпијуна био је вођен идеологијом или вером у комунизами били су посвећени унапређењу интереса Совјетског Савеза. Други су били мотивисани финансијском добити, док су неки можда били принуђени или уцењени да шпијунирају. Можда је некима била привлачна и могућност да играју улогу у обликовању исхода Хладног рата. Још један велики мотивациони фактор је био да се уткају у историју света и да буду запамћени као неко ко је учинио нешто значајно. Без обзира на њихове специфичне мотиве, сваки појединац је играо главну улогу у начину на који се хладни рат одвијао и коначно у томе какво је тренутно стање нуклеарног наоружања.
Потврда о шпијунирању стигла је из пројекта Венона, који је пресрео и дешифровао извештаје совјетске обавештајне службе послате током и после Другог светског рата. Године 1995. САД  је скинуо ознаку тајности са досијеа Венона који се састојао од дешифрованих совјетских обавештајних комуникација из 1949. Ово је дало назнаке идентитета неколико шпијуна у Лос Аламосу и другде, од којих неки никада нису идентификовани. Ова дешифровања су довела до хапшења натурализованог британског држављанина Клауса Фукса 1950. године. Фуксово признање довело је до открића шпијуна Харија Голда који му је служио као совјетски курир. Голд је идентификовао шпијуна Дејвида Грингласа, машинисту из војске Лос Аламоса. Гринглас је идентификовао свог зета, шпијуна Јулијуса Розенберга, као појединца задужемног за контролу његовог рада.  Досије Венона је потврдио њихове шпијунске активности и такође је разоткрио друге у мрежи совјетских шпијуна, укључујући физичара Теодора Хола који је такође радио у Лос Аламосу. Неке од ових информација биле су доступне влади током суђења 1950-их, али нису биле употребљиве на суду јер су биле високо поверљиве. Поред тога, историчари су открили да записи из совјетских архива, који су накратко отворени за истраживаче након пада Совјетског Савеза, садрже више информација о  неким шпијунима.
Транскрипција декласификованих докумената совјетског КГБ-а од стране бившег официра КГБ- а Александра Васиљева пружа додатне детаље о совјетској шпијунажи од 1930. до 1950. године, укључујући већи обим доприноса Фука, Хола и Грингласа. Према Васиљевљевим бележницама, Фукс је Совјетском Савезу дао прве информације о електромагнетном одвајању уранијума и примарној експлозији потребну за покретање ланчане реакције, као и комплетан и детаљан технички извештај са спецификацијама за обе бомбе. Хол је дао извештај о дизајну и производњи бомби на принципу Лос Аламоса, моделу имплозије плутонијума и идентификовао друге научнике који раде на бомби. Гринглас је доставио информације о припреми уранијумске бомбе, прорачуне који се односе на структурне проблеме са њом и материјал за производњу уранијума-235. Фуксове информације су потврдиле Хол и Гринглас. Ковал је имао приступ критичним информацијама о решавању проблема сипања плутонијума произведеног у реактору и како је коришћење произведеног полонијума решило проблем. Уз све украдене информације, совјетска нуклеарна способност је унапређена за неколико година рада.